# 大和バルブ
株式会社大和バルブ（英: YAMATOVALVE CORPORATION）は、東京都品川区に本社を置くバルブ・システム機器等の流体制御機器の製造メーカー。

## 沿革
- 1919年 - ヤマト商工社設立
- 1951年 - 商号を大和バルブ工業株式会社と改称
- 1954年 - 工業標準化法に基づく日本工業規格表示許可工場となる
- 1968年 - 彦根工場の建設に着手し、第1期工事が完了する。鋳鉄工場操業開始
- 1970年 - JIS取得(鋳鉄弁)
- 1972年 - 彦根工場第2期工事が完了、鋳鉄工場増設。大阪支店開設(現西日本統括支店)
- 1973年 - 彦根工場第3期工事が完了、青銅弁加工工場操業開始、大丸工業(株)が開業
- 1974年 - JIS取得(青銅弁)、青銅弁鋳造工場建設工事完了。操業を開始し、青銅鋳造・加工の一貫生産体制を整備
- 1975年 - 東北営業所開設
- 1976年 - 札幌営業所開設
- 1979年 - 九州営業所開設
- 1988年 - 名古屋営業所開設、横浜営業所開設
- 1991年 - 社名を(株)大和バルブに変更

## 製造拠点・事業所
- 本社 (東京都品川区西品川)
- 首都圏統括支店、首都圏第1・2営業所 (東京都品川区西品川)
- 東日本統括支店、埼玉営業所 (埼玉県川越市東田町)
- 西日本統括支店、関西第1・2営業所 (大阪府大阪市西区西本町)
- 札幌営業所 (北海道札幌市白石区東札幌)
- 東北営業所 (宮城県仙台市太白区長町)
- 横浜営業所 (神奈川県横浜市中区千歳町)
- 名古屋営業所 (愛知県名古屋市東区葵)
- 広島営業所 (広島県広島市南区荒神町)
- 九州営業所 (福岡県福岡市中央区薬院)

- 彦根工場、彦根配送センター (滋賀県彦根市西葛籠町)
- 東京配送センター(東京都品川区西品川)

## 各種許認可
- 新JISマーク表示制度の認証登録
- (公社) 日本水道協会　品質認証品登録
- (一財) 日本消防設備安全センター　性能認定品登録
- ISO9001:2005 認証取得　彦根工場 (認証機関:ペリージョンソンレジストラー)
- ISO14001:2015 認証取得　本社、彦根工場 (認証機関：ペリージョンソンレジストラー)